# Военное положение

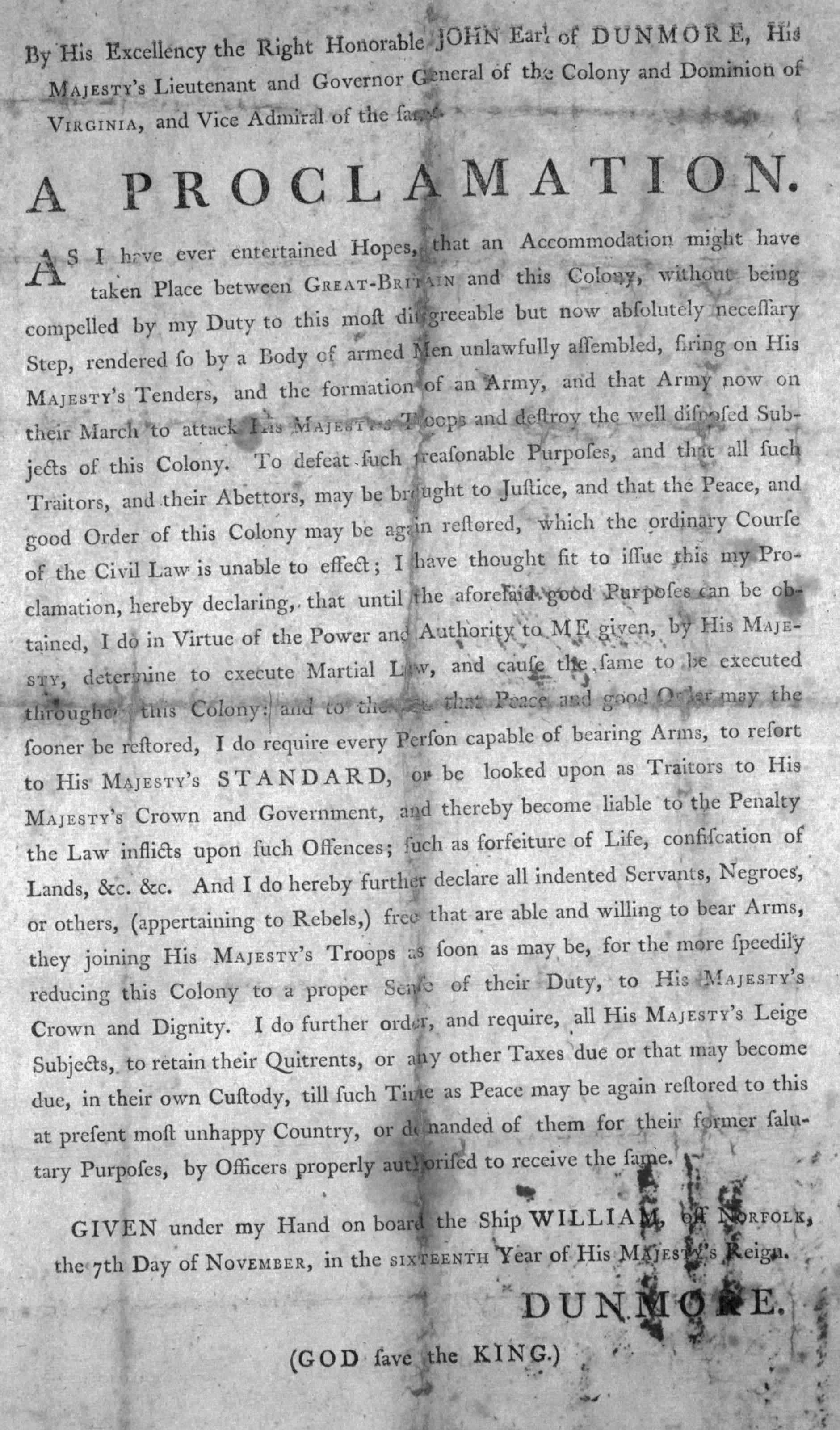
Прокламация о введении военного положения в колонии Вирджиния, от 14 ноября 1775 года.

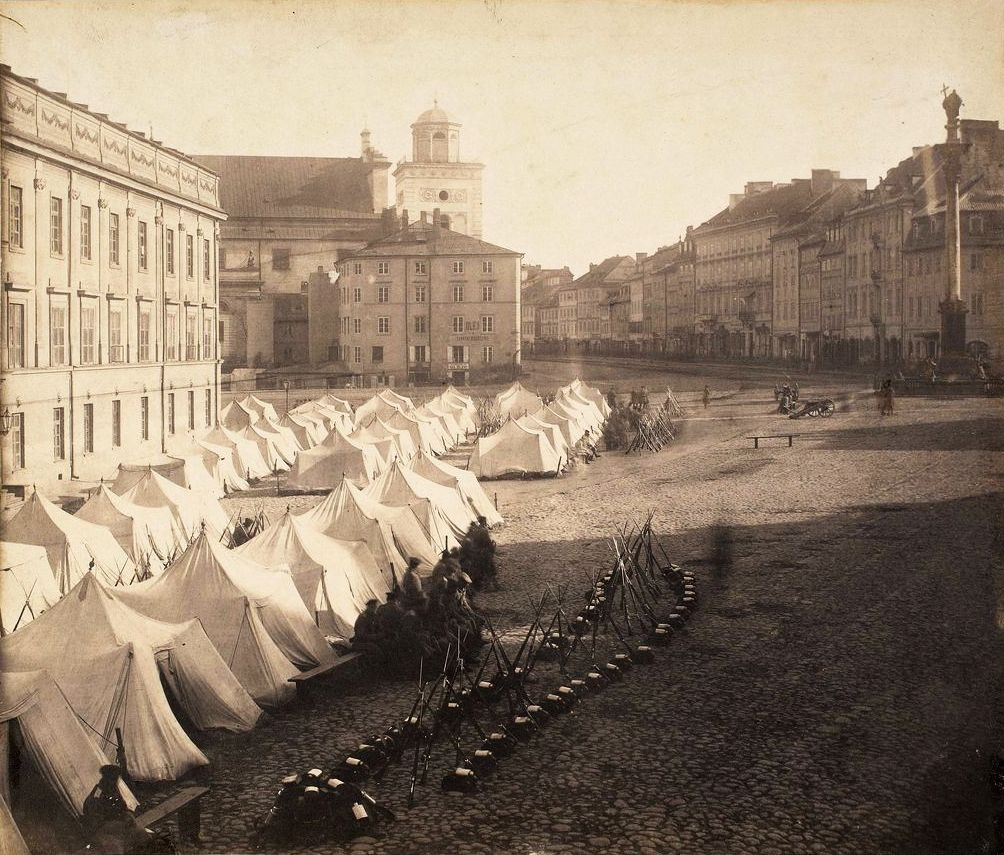
Русская армия в Варшаве во время военного положения, 1861 год.

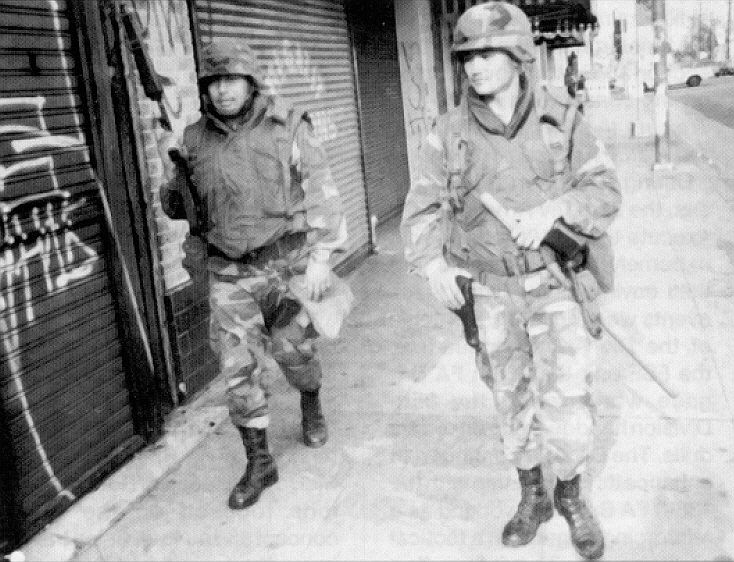
Патруль Национальной гвардии после беспорядков в Лос-Анджелесе в 1992 году.

Вое́нное положе́ние (в испано- и португалоязычных странах — осадное положение) — особый правовой режим в государстве или его части, как правило, в военное время, который устанавливается решением высшего органа государственной власти в случае агрессии против государства или непосредственной угрозы агрессии.
Военное положение характеризуется введением в действие определённой законом государства совокупности чрезвычайных мер по охране государственной безопасности и общественного порядка в стране. Устанавливается повышенная ответственность (по законам военного времени) за неподчинение (неисполнение) приказам и распоряжениям военных властей государства.
Тем не менее, военное положение может быть введено и из-за внутренних факторов. Так, например, в мирное время военное положение вводилось во Франции (в 1948 году), в различных штатах и городах США для вооружённого подавления рабочих забастовок, а также расовых (1962 год) и чернокожих волнений (например, в 1968 году), для подавления недовольства в Канаде (в 1970 году), из-за нарастающего недовольства населения было введено военное положение в Польше. В 2018 году частично, а в 2022 году, в связи с полномасштабным вторжением российских войск, полностью, Украина также перешла на военное положение. В 2024 году в Южной Корее было объявлено военное положение при мирном времени в связи с напряженным положением в стране и общим недовольством. Президент Юн Сок Ёль обвинил главную оппозиционную «Демократическую партию» в симпатиях к КНДР и проведении «антигосударственной деятельности», Национальное собрание выступило против и проголосовало за отмену этого решения. Президент согласился отозвать военное положение, и оно было отменено.
Военное положение обычно предусматривает существенное ограничение некоторых прав и свобод граждан, в том числе таких основных, как свобода перемещения, свобода собраний, свобода слова, право на судебное рассмотрение дел, право на неприкосновенность имущества и тому подобное. Кроме того, судебная и исполнительная власть может быть передана военным судам и военному командованию соответственно.

## Россия
Российское законодательство различало военное положение и состояние охраны, усиленной или чрезвычайной. В юридической литературе имперской России (также СССР в 20-е годы XX века) военное положение часто определяли через полицейское (милицейское) понятие «охрана», которое рассматривалось в контексте государственного управления как охраны государственного порядка.
В Российской империи военное положение объявлялось в военное время в пограничных областях государства, прилегающих к театру войны. В мирное время на таком же положении могли быть объявляемы области или города, возмутившиеся против правительства, или в которых для поддержания порядка были признаны необходимыми особые строгие меры. Пример: Польша 1905 год, Сумской уезд (Харьковская губерния). К 1 августа 1906 года из 87 губерний и областей России 40 состояло на военном положении, 27 на положении чрезвычайной охраны и 15 на положении усиленной охраны.
В СССР военное положение мог объявить, в соответствии с пунктом «п» статьи 49 Конституции, только Президиум Верховного Совета СССР как сказано в статье «в интересах обороны СССР или обеспечения общественного порядка и государственной безопасности». В соответствии с этим при объявлении военного положения все функции органов государственной власти по вопросам обороны, обеспечения общественного порядка и государственной безопасности переходили к органам военного управления — военным советам и командованию формирований ВС СССР.
Вместе с тем — правоприменительная практика СССР знала и примеры введения осадного положения — как исключительного правового режима и режима порядка управления, существенно более жёсткого, чем военное положение. В частности, осадное положение вводилось в 1941 г. в Одессе, Москве и Севастополе. При введении осадного положения в городе и прилегающих местностях вся полнота власти (кроме власти военной) на соответствующей территории передавалась городскому комитету обороны (сформированному из представителей партийных, советских и военных властей, а также представителей органов НКВД), подчинённому, в свою очередь, местному военному командованию (РККА, Рабоче-Крестьянского ВМФ или войск НКВД). При этом разрешались, в частности, такие чрезвычайные меры, как расстрел в известных случаях военными и милицейскими патрулями граждан прямо на месте — по решению начальника патруля, без каких-либо юридических процедур.
Военное положение в годы Великой Отечественной войны 1941—1945 годов было последовательно объявлено, на основании статьи 49 пункта «п» Конституции СССР, Указами Президиума Верховного Совета СССР и не отменялось до конца войны с:
- 22 июня 1941 года[8], в Москве, Ленинграде и большинстве областей, краёв, союзных и автономных республик Европейской части СССР[1];
- 23 августа 1942 года, в некоторых городах Закавказья, на Черноморском и Каспийском побережьях[1];
- 9 сентября 1942 года, в Грузинской ССР, Азербайджанской ССР и Армянской ССР, Саратовской и Тамбовской областях[1];
- 15 апреля 1943 года, на всех железных дорогах СССР[1];
- 9 мая 1943 года, на морском [торговом] флоте и водном (речном) транспорте[1].

1. Под военным положением понимается особый правовой режим, вводимый на территории Российской Федерации или в отдельных её местностях в соответствии с Конституцией Российской Федерации Президентом Российской Федерации в случае агрессии против Российской Федерации или непосредственной угрозы агрессии.
— Статья 1. Военное положение Глава I. Общие положения  Федеральный конституционный закон «О военном положении»
Порядок введения и режим военного положения определяются законом. На территории Российской Федерации порядок введения, обеспечения и отмены режима военного положения определён в Федеральном Конституционном Законе «О военном положении».

## Республика Беларусь
В Республике Беларусь принят Палатой представителей, 11 декабря 2002 года, и одобрен Советом Республики, 20 декабря 2002 года, Закон Республики Беларусь № 185-З, от 13 января 2003 года, «О военном положении» который устанавливает правовые основы военного положения на территории Республики Беларусь, а также порядок его введения и его отмены. В данном законе определены меры по обеспечению режима военного положения в Республике Беларусь.

военное положение — особый правовой режим деятельности государства и общества, временно вводимый на территории Республики Беларусь в случае военной угрозы Республике Беларусь или нападения на Республику Беларусь (акта вооруженной агрессии), связанный с предоставлением государственным органам и органам военного управления, местным советам обороны полномочий, необходимых для предотвращения военной угрозы Республике Беларусь или отражения нападения на Республику Беларусь (акта вооруженной агрессии), а также с временным ограничением прав и свобод личности и прав организаций, возложением на них дополнительных обязанностей;
— Статья 1. Основные термины и понятия, используемые в настоящем Законе, Глава 1 Общие положения, Закон Республики Беларусь № 185-З, от 13 января 2003 года, «О военном положении».

## Перевод вооружённых сил на военное положение
Перевод на военное положение — начальный этап стратегического развертывания Вооружённых сил (ВС), процесс их реорганизации в соответствии с требованиями войны. Включает приведение ВС в высшие степени боевой готовности с их отмобилизованием, приведение объединений, соединений и частей в полную боевую готовность.
Может осуществляться поэтапно или одноразово, для всех ВС или их части, по районам и направлениям. Решение об указанных действиях принимается высшим политическим руководством государства и реализуется через министерство обороны.
При этом в Вооруженных силах СССР и России принято деление на выполнение задач «мирного времени», «в угрожаемый период» и «особый период». Последний термин подразумевает непосредственное ведение боевых действий.